# Campeonato Panamericano de Judo de 2008
El XXXIII Campeonato Panamericano de Judo se celebró en Miami (Estados Unidos) entre el 8 y el 9 de mayo de 2008 bajo la organización de la Unión Panamericana de Judo.
En total se disputaron dieciocho pruebas diferentes, nueve masculinas y nueve femeninas.

## Resultados

### Masculino
| Evento            | Oro                               | Plata                         | Bronce                                                                    |
| ----------------- | --------------------------------- | ----------------------------- | ------------------------------------------------------------------------- |
| –55 kg            | Hiram Cruz Puerto Rico            | Julien Paradis · Canadá       | Martín Bustamante · Argentina · Jeffryd García · Nicaragua                |
| –60 kg            | Javier Guédez · Venezuela         | Miguel Albarracín Argentina   | Yosmani Piker · Cuba · Taraje Williams-Murray · Estados Unidos            |
| –66 kg            | Yordanis Arencibia · Cuba         | Roberto Ibáñez · Ecuador      | Sasha Mehmedovic · Canadá · Juan Carlos Jacinto · República Dominicana    |
| –73 kg            | Victor Penalber · Brasil          | Ludwig Ortiz · Venezuela      | Ronald Girones · Cuba · Nicholas Tritton · Canadá                         |
| –81 kg            | Guilherme Maciel de Luna · Brasil | Travis Stevens Estados Unidos | Oscar Cárdenas · Cuba · Richard León · Venezuela                          |
| –90 kg            | Eduardo Santos · Brasil           | Diego Rosati Argentina        | Jorge Benavides · Cuba · Alexandre Émond · Canadá                         |
| –100 kg           | Keith Morgan · Canadá             | Eduardo Costa Argentina       | Leonardo Leite · Brasil · Oreidis Despaigne · Cuba                        |
| +100 kg           | Walter Santos · Brasil            | Óscar Brayson · Cuba          | Albenis Rosales · Venezuela · José Eugenio Vásquez · República Dominicana |
| Categoría abierta | Óscar Brayson · Cuba              | Walter Santos · Brasil        | Pablo Figueroa Carillo Puerto Rico Daniel McCormick Estados Unidos        |

### Femenino
| Evento            | Oro                             | Plata                            | Bronce                                                      |
| ----------------- | ------------------------------- | -------------------------------- | ----------------------------------------------------------- |
| –44 kg            | Taylor Ibera Estados Unidos     | Shirley Guerrero · Colombia      | —                                                           |
| –48 kg            | Yanet Bermoy Acosta · Cuba      | Daniela Polzin · Brasil          | Paula Pareto · Argentina · Glenda Miranda · Ecuador         |
| –52 kg            | Flor Velázquez · Venezuela      | Érika Miranda · Brasil           | María García · República Dominicana · Aminata Sall · Canadá |
| –57 kg            | Valerie Gotay Estados Unidos    | Yadinis Amaris · Colombia        | Yurisleidy Lupetey · Cuba · Ketleyn Quadros · Brasil        |
| –63 kg            | Driulis González Morales · Cuba | Danielli Yuri · Brasil           | Ysis Barreto · Venezuela · Daniela Krukower · Argentina     |
| –70 kg            | Mayra Aguiar · Brasil           | Yalennis Castillo Ramírez · Cuba | Yuri Alvear · Colombia · Catherine Roberge · Canadá         |
| –78 kg            | Yurisel Laborde · Cuba          | Edinanci Silva · Brasil          | Lorena Briceño · Argentina · Marylise Lévesque · Canadá     |
| +78 kg            | Idalys Ortiz · Cuba             | Giovanna Blanco · Venezuela      | Vanessa Zambotti · México · Melissa Mojica · Puerto Rico    |
| Categoría abierta | Melissa Mojica Puerto Rico      | Priscila Marques · Brasil        | Carmen Chalá · Ecuador · Mavi Mendoza · México              |

## Medallero
| Núm. | País                 | Oro | Plata | Bronce | Total |
| ---- | -------------------- | --- | ----- | ------ | ----- |
| 1    | Cuba                 | 6   | 2     | 6      | 14    |
| 2    | Brasil               | 5   | 6     | 2      | 13    |
| 3    | Venezuela            | 2   | 2     | 3      | 7     |
| 4    | Estados Unidos       | 2   | 1     | 2      | 5     |
| 5    | Puerto Rico          | 2   | 0     | 2      | 4     |
| 6    | Canadá               | 1   | 1     | 6      | 8     |
| 7    | Argentina            | 0   | 3     | 4      | 7     |
| 8    | Colombia             | 0   | 2     | 1      | 3     |
| 9    | Ecuador              | 0   | 1     | 2      | 3     |
| 10   | República Dominicana | 0   | 0     | 3      | 3     |
| 11   | México               | 0   | 0     | 2      | 2     |
| 12   | Nicaragua            | 0   | 0     | 1      | 1     |
|      | TOTAL                | 18  | 18    | 34     | 70    |